# Charles Joseph Alexandre Baudel-Martinet
Charles Joseph Alexandre Baudel-Martinet, né le 14 septembre 1771 à Bourmont (Haute-Marne) et décédé le 10 novembre 1845 dans la même ville, est un homme politique français.

## Biographie
Fils d'un magistrat, il émigre brièvement sous la Révolution et reste à l'écart des affaires publiques sous le Premier Empire. Maire de Lamarche, il est député des Vosges de 1824 à 1827, siégeant dans la majorité soutenant le ministère Villèle.